# Wereldkampioenschap voetbal 2010 (Groep C) Slovenië - Engeland
In dit artikel wordt de wedstrijd tussen Slovenië en Engeland in Groep C tijdens het wereldkampioenschap voetbal van 2010 nader uitgelicht. Het duel werd gespeeld op 23 juni 2010. Het was de tweede ontmoeting ooit tussen beide landen. Het eerste duel was een vriendschappelijke wedstrijd op zaterdag 5 september 2009, die door Engeland met 2-1 werd gewonnen door goals van Frank Lampard (strafschop) en Jermain Defoe. Zlatan Ljubijankič scoorde in de slotfase voor Slovenië.

## Wedstrijdgegevens
| Datum                | 23 juni 2010                               | 23 juni 2010                               |
| Stadion              | Nelson Mandela Bay Stadium, Port Elizabeth | Nelson Mandela Bay Stadium, Port Elizabeth |
| Toeschouwers         | 36.893                                     | 36.893                                     |
| Scheidsrechter       | Wolfgang Stark                             | Wolfgang Stark                             |
| Assistenten          | Jan-Hendrik Salver Mike Pickel             | Jan-Hendrik Salver Mike Pickel             |
| Vierde man           | Joel Aguilar                               | Joel Aguilar                               |
| Man van de wedstrijd | James Milner                               | James Milner                               |

| Slovenië | 0 – 1        | Engeland |
| | goals        | 22' Jermain Defoe |
| Matjaž Kek | bondscoach   | Fabio Capello |
| |              | |
| Samir Handanovič Mišo Brečko Marko Šuler Boštjan Cesar Bojan Jokić Valter Birsa Aleksandar Radosavljevič Robert Koren Andraž Kirm 79' Zlatan Ljubijankič 62' Milivoje Novakovič | opstellingen | David James Glen Johnson John Terry Matthew Upson Ashley Cole James Milner Frank Lampard Gareth Barry Steven Gerrard 86' Jermain Defoe 72' Wayne Rooney |
| Zlatko Dedič 62' Tim Matavž 79' | wissels      | 72' Joe Cole 86' Emile Heskey |
| |              | |
| Bojan Jokić 40' Valter Birsa 79' Zlatko Dedič 81' | gele kaarten | 48' Glen Johnson |
| | rode kaarten | |

## Overzicht van wedstrijden
| Groepswedstrijden | | | |
| Groep A | Groep B | Groep C | Groep D |
| Zuid-Afrika - Mexico Uruguay - Frankrijk Zuid-Afrika - Uruguay Frankrijk - Mexico Mexico - Uruguay Frankrijk - Zuid-Afrika | Zuid-Korea - Griekenland Argentinië - Nigeria Argentinië - Zuid-Korea Griekenland - Nigeria Griekenland - Argentinië Nigeria - Zuid-Korea | Engeland - Verenigde Staten Algerije - Slovenië Slovenië - Verenigde Staten Engeland - Algerije Slovenië - Engeland Verenigde Staten - Algerije | Duitsland - Australië Servië - Ghana Duitsland - Servië Ghana - Australië Australië - Servië Ghana - Duitsland    |
| Groep E | Groep F | Groep G | Groep H |
| Nederland - Denemarken Japan - Kameroen Nederland - Japan Kameroen - Denemarken Kameroen - Nederland Denemarken - Japan    | Italië - Paraguay Nieuw-Zeeland - Slowakije Slowakije - Paraguay Italië - Nieuw-Zeeland Paraguay - Nieuw-Zeeland Slowakije - Italië       | Ivoorkust - Portugal Brazilië - Noord-Korea Brazilië - Ivoorkust Portugal - Noord-Korea Noord-Korea - Ivoorkust Portugal - Brazilië             | Honduras - Chili Spanje - Zwitserland Chili - Zwitserland Spanje - Honduras Chili - Spanje Zwitserland - Honduras |
| Achtste finales | | | |
| Uruguay - Zuid-Korea Verenigde Staten - Ghana                                                                              | Duitsland - Engeland Argentinië - Mexico                                                                                                  | Nederland - Slowakije Brazilië - Chili | Paraguay - Japan Spanje - Portugal                                                                                |
| Kwartfinales | | | |
| Brazilië - Nederland | Uruguay - Ghana | Argentinië - Duitsland | Paraguay - Spanje                                                                                                 |
| Halve finales | | | |
| Nederland - Uruguay | Nederland - Uruguay | Duitsland - Spanje | Duitsland - Spanje                                                                                                |
| Troostfinale | | | |
| Uruguay - Duitsland | | | |
| Finale | | | |
| Spanje - Nederland | | | |